# Liste von Graffiti- und Streetart-Künstlern
Dies ist eine Liste von Graffiti- und Streetart-Künstlern die bereits durch Veröffentlichungen in der Literatur einen gewissen Bekanntheitsgrad erreicht haben. Sie enthält auch zeitgenössische Künstler, die ihren Ursprung in der Graffiti- und/oder Streetart-Szene haben. Diese Liste kann gerne in dieser Form erweitert und aktualisiert werden.
Dies ist keine Liste einer vollständigen Aufzählung aller Sprüher-Namen.

## 0–9
- 1UP, eine Graffiti-Künstlergruppe aus Berlin, die seit 2003 international aktiv ist
- 3Steps (gegründet 1998) ist ein Street-Art- und Graffitiart-Künstlerkollektiv der Zwillinge Kai Harald Krieger (* 1980 in Gießen) und Uwe Harald Krieger (* 1980 in Gießen) sowie von Joachim Pitt (* 1980 in Gießen) aus Gießen.[1][2]
- 10foot, britischer Graffiti-Künstler, lt. Financial Times „bekanntester Graffiti-Sprayer Londons“

## A
- ALIAS (* 1980 in Deutschland) ist ein deutscher Street-Art-Künstler aus Berlin. Er arbeitet mit Schablone (Stencil) und gefundenen Objekten.
- A1one (* 1981 in Teheran) ist ein freier, anarchistischer, iranischer Streetart-Künstler, der in Essen lebt und arbeitet.[3]
- Akut (* 1977 in Schmalkalden; eigentlich Falk Lehmann) ist ein deutscher Graffiti-Künstler und Teil des Künstlerduos Herakut.[4]
- AlëxOne (* 1976 in Paris; auch: Oedipe) ist ein französischer Graffiti-Künstler.[5]
- Amber (* 1974 in Frankfurt; eigentlich Niclas Hatwig) ist ein deutscher Graffiti-Künstler und Gründer der Graffiti Events: „Das Dreckige Dutzend“ und "Aerosol Queens".
- Amok (* 20. Jahrhundert) ist ein deutsch-türkischer Graffiti-Writer aus Berlin.[6]
- André siehe auch André Saraiva oder Mr. A.[7][8]
- Asoh, Berliner Graffiti Künstler, seit 2008 bekannt durch „Show Must Go On“.
- A-One (* 1964 in New York; eigentlich Anthony Clark) ist ein US-amerikanischer Graffiti-Künstler. Lebt seit 1992 in Paris.[9]
- Victor Ash (* 1968 in Portugal) ist ein in portugiesisch-französischer Graffiti-Künstler der in Kopenhagen lebt.[10]
- Antwan Horfee (* 1983 in Paris) ist ein französischer Graffiti-Künstler.[11]

## B
- Herbert Baglione (* 1977; auch: Herbert) ist ein brasilianischer Graffiti-Künstler.[12][13]
- Bando (* 1965 in London) ist ein Graffiti-Künstler. Lebt und arbeitet in Paris.[14][15]
- Banksy (* 1974) ist ein britischer Street Artist.[16][17]
- Barbara ist das Pseudonym einer deutschen Streetart- und Aktionskünstlerin.
- Jean-Michel Basquiat (1960 – 1988) war ein US-amerikanischer (Graffiti-)Künstler. Er selbst verstand sich nicht als Graffiti-Künstler.
- Thomas Baumgärtel (* 1960 in Rheinberg; auch bekannt als Bananensprayer) ist ein deutscher Künstler.[18]
- Bates (* ca. 1970) ist ein dänischer Graffiti-Künstler.[19][20]
- Beastiestylez, (eigentlich Nadja Voß) ist seit 2011 in der Münchner Graffiti-Szene aktiv. Sie malt weibliche Figuren im popsurrealistischen Stil.[21][22]
- Hendrik Beikirch (* 1974), der auch unter seinem Künstlernamen ecb bekannt ist, ist ein deutscher Graffiti- und Streetart-Künstler.[23][24]
- Berlin Kidz, eine Künstlergruppe aus Berlin, die u. a. systemkritische Schriftzüge im Pichação-Stil anbringt.
- Blade (* 20. Jahrhundert) ist ein US-amerikanischer Graffiti-Writing Pionier und gilt als aktivster Writer der New Yorker Subway Ära.[25]
- Blek le Rat (* 1951; eigentlich Xavier Prou) gilt als der Urvater der Stencil-Kunst (Street-Art) im öffentlichen Raum.[26]
- Blu (* 20. Jahrhundert) ist ein italienischer Street-Art-Künstler.[27] Blu ist in Deutschland vor allem bekannt durch die Cuvry-Graffiti in Berlin-Kreuzberg.
- Bomber (* 1969; eigentlich Helge Steinmann) ist ein deutscher Graffiti-Writing-Künstler.[28]
- Artur Bordalo, (* 1987)[29][30]  ist ein portugiesischer Streetartkünstler und Maler mit dem Künstlernamen Bordalo II oder Bordalo Segundo.
- Boxi (* 1974 in Kent) ist ein britischer Urban-Art-Künstler. Er lebt und arbeitet in Berlin.[17]
- Johannes Brechter (* 1979)  ist ein deutscher Graffiti-Künstler. Er lebt und arbeitet in München. Er erstellt Studioarbeiten, Installationen und Wandbilder.[31][32]
- Bronco (* 1976 in Wilhelmshaven) ist ein deutscher Street-Art-Künstler.[33]
- Buntlack ist ein Zusammenschluss von Graffiti-Künstlern mit dem Anspruch, den originalen Graffiti-Lifestyle zu verkörpern. Das Team ist seit 2009 aktiv.[34]
- Alexis „Bust“ Stephens (* 1983 in Paris), bekannt als Bust The Drip, ist ein französischer Künstler, der von den Schwingungen der Musik und dem Tanz inspiriert wird. Im Hip-Hop ausgebildet, einer Disziplin, die er noch immer professionell ausübt, überträgt er die Bewegungen von Tänzern in Linien und Voluten in seine Werke; die Körper drehen, strecken, wirbeln und verlängern sich.

## C
- Cantwo (* 16. Juli 1970; auch Can2; eigentlich Fedor Wildhardt) ist ein deutscher Graffiti-Writing-Künstler.[35][36]
- Case (* 23. Januar 1979 in Schmalkalden; eigentlich: Andreas von Chrzanowski) ist ein Graffiti-Künstler, der vor allem durch seine fotorealistischen Arbeiten bekannt geworden ist.
- Cemnoz (* 26. April 1967 in München; eigentlich David Kammerer) ist ein deutscher Graffiti-Writing-Künstler und seit 1. April 2015 Sachbearbeiter für Street Art & Graffiti der Stadt München.[37][38][39][40][41][42]
- Chintz (* 20. Jahrhundert) ist ein deutscher Graffiti-Writer.[43][44]
- CIBO (eigentlich Pier Paolo Spinazzé) ist ein italienischer Streetart-Künstler, der rechtsextreme Schmierereien mit kulinarischen Graffiti übersprüht.[45]
- CMP (* 1970 in Naestved (Dänemark); eigentlich Claus M. Pedersen) ist ein dänischer Graffiti-Künstler.[46]
- Codeak (* 1969 in London; eigentlich Daniel Man) ist ein britisch-chinesischer zeitgenössischer Künstler, aus der Graffiti-Szene kommend. Er lebt und arbeitet in der Nähe von Augsburg.[47][48][49]
- Cowboy69 ABC TSR (* 4. April 1969 in München, eigentlich "Selcuk Nergiz") ist ein deutsch-türkischer Graffiti-Künstler der ersten Stunde. Sein Train 'My Love is Graffiti' von 1984 ging in die Geschichte ein. Cowboy69 ist Gründer der ABC und TSR Crew. Er lebt und arbeitet in Istanbul.
- Crash (* 1961 in New York, eigentlich John Matos) ist ein US-amerikanischer Graffiti-Künstler.[50]
- Crime (* 1968 in Berlin) ist Berliner Graffiti-Pionier und Gründungsmitglied der Denots Crew[51][52]

## D
- Dr.es AEG TSR (* 1974 in München; eigentlich Antonello Di Mauro, auch bekannt als TonEE) war weltweit der erste Artist, der seine Leinwände 1999 in München zum Anlass einer Ausstellung beim Musiksender MTV Networks und der Clubs P1 und Nachtcafe mit Blattgold veredelt hatte.[53][54]
- Dackz oder Daze (* 1974 In Berlin; eigentlich Eiko Liefold) war Berliner Graffiti-Writing-Künstler
- Daddy Cool (* 1973 in Hamburg; eigentlich Heiko Zahlmann auch bekannt als RKTone) ist ein deutscher Urban-Art-Künstler.[55][56][57][58]
- Dare (* 15. September 1968 in Basel; † 6. März 2010 ebenda; eigentlich Sigi (Siegfried) von Koeding) war ein Schweizer Graffiti-Writing-Künstler und Kurator.[59][60][61][62][63]
- DAIM (* 1971 in Lüneburg; eigentlich Mirko Reisser) ist ein deutscher Graffiti-Writing-Künstler.[64][65][66][67][68]
- Darco (* 1968 in Bielefeld; eigentlich Darco Gellert) ist ein deutsch-französischer Graffiti-Writing-Künstler, der in Paris lebt und arbeitet.[60][69]
- Dave the Chimp (* 1973 in London) ist ein britischer Street-Art-Künstler der in Berlin lebt.[70]
- Daze ist ein US-amerikanischer Graffiti-Künstler.[71]
- Delta (* ca. 1966; eigentlich Boris Tellegen) ist ein niederländischer Graffiti-Künstler.[72]
- [73]
- Diavù (David Diavù Vecchiato) ist ein italienischer Streetart-Künstler. Gründer des Freilichtmuseums M.U.Ro in Rom.
- Discop (*unbekannt) ist ein deutscher, in München aktiver Streetart-Künstler.
- dies (*1984, Daniel Salamon, Enkel des Boxers Günter Salamon) Stylewriter, Mitglied der dsa-Crew.
- [74]
- Domus (* 1983) ist ein Graffiti-Künstler aus Mannheim.
- Dondi (* 7. April 1961 in Manhattan (New York, USA); † 2. Oktober 1998; eigentlich Donald J. White) war einer der bedeutendsten Graffiti-Writing-Künstler.[75][76]
- Brad Downey (* 1980 in Louisville, Kentucky) ist ein US-amerikanischer Street-Art- und Aktions-Künstler. Er lebt in Berlin.[77]
- DTagno (* 1976 in München) ist ein deutscher Graffiti-Künstler.[78]

## E
- ecb (* 1974 in Kassel; eigentlich Hendrik Beikirch) ist ein deutscher Graffiti-Künstler, bekannt für seine figürlichen Darstellungen.[79][80]
- Edis One (* 1990 in Lissabon) ist ein portugiesischer Streetart-Künstler, der dafür bekannt ist, Korken und Fliesen, zwei typisch portugiesische Materialien, mit Straßenkunst zu mischen.
- Ben Eine (* 1970 in London) ist ein britischer Graffiti-Künstler und Typograph.[81]
- Eliot the Super  (* 1972 in München; eigentlich Markus Henning) ist ein deutscher Graffiti-Künstler, Beat Boxer, Comiczeichner und Pionier der deutschen Hip-Hop-Bewegung.[82]
- Ememem ist ein französischer Urban Art-, Streetart- und Mosaik-Künstler.
- Ericailcane (* um 1980 in Belluno) ist ein italienischer Streetart-Künstler und Zeichner.
- El Bocho (* 1978 in Frankfurt am Main) ist ein deutscher Streetart-Künstler.
- Evol (* 20. Jahrhundert; lebt und arbeitet in Berlin).[83]

## F
- Fafi (* 1976 in Toulouse) ist eine französische Art urbain- (Street-Art)-Künstlerin.
- FAILE (* 1998/99 in Brooklyn gegründet) ist eine Künstler Kollaboration und bis heute aktiv.
- Faith47 (* 20. Jahrhundert) ist eine südafrikanische Graffiti-Künstlerin.
- Shepard Fairey (* 15. Februar 1970 in Charleston, South Carolina, USA; auch bekannt als Obey) ist ein zeitgenössischer Street-Art-Künstler, Grafiker und Illustrator aus der Skateboard-Szene.[84]
- Forty (* 1970; eigentlich Boris Hoppek) ist ein deutscher Street-Art-Künstler.[85]
- Fraubath (* 1981 in München; eigentlich Anna-Louise Bath) ist eine deutsche Illustratorin, Art-Direktorin, Storyboard-Artistin und Graffiti-Künstlerin.[86]
- Futura (* 1955 in New York; eigentlich Leonard McGurr) ist ein US-amerikanischer Graffiti-Künstler.[87][88]

## G
- Gawki (* 1969 in Bingen) ist deutsch-französischer Graffiti-Writer.[89]
- Christoph Ganter (* 1980 in Emmendingen), alias JEROO
- Daniela Guerreiro (* 1992 in Faro), Portugal. Als figurative Malerin drückt sie ihre Vision der Welt auf ihre eigene, unverfälschte und nackte Art und Weise aus.[90]
- Steve Glas (* 10. März 1970 in München) ist ein Münchner Graffiti-Künstler, Grafiker und Kurator.
- Thierry Guetta (* 20. Jahrhundert, bekannt als Mr. Brainwash) ist ein französischstämmiger Street-Art-Künstler, der in den USA lebt.

## H
- Dirk Hiekel (* 1990 in Cottbus) ist ein deutscher Künstler, der großformatige Graffiti in fotorealistischer Qualität schafft.
- Patrick Hartl (* 1976) ist ein deutscher Künstler mit einer Vorliebe für Handschrift und Beschriftungen. Mit 15  Jahren begann er mit dem Erstellen von Graffiti.[91]
- Herakut, Künstlerduo Hera und Akut.
- Richard Hambleton (* 1954 in Vancouver, Kanada) ist ein Maler und Graffiti-Künstler.[92]
- Hesh (* 20. Jahrhundert; eigentlich Miroslav Milasinovic) ist ein deutscher Graffiti-Künstler und langjähriger Partner von DAIM gewesen.[93]
- HNRX (* 1993 in Innsbruck; eigentlich Maximilian Prantl)  ist ein österreichischer Graffiti-Künstler, bezeichnet sich als „Traveloholic“.[94]
- Hombre SUK (* 1981 in Mannheim; eigentlich Pablo Fontagnier) ist ein deutscher Graffiti-Künstler und Illustrator. Sein Style befasst sich hauptsächlich mit dem Malen von Charakteren. In Zusammenarbeit mit einem deutschen Brillenhersteller, entwickelte Hombre 2014 eine eigene Brillen-Kollektion.[95][96][97]
- Boris Hoppek (* 1970; Künstlername: Forty) ist ein deutscher Street-Art-Künstler.[98]

## I
- Idee (* 20. Jahrhundert), ursprünglich in Berlin lebend und tätig.[99][100][101][102]
- Jerry Inscoe (* 1969; bekannt als Joker) ist ein US-amerikanischer Graffiti-Künstler. Er lebt und arbeitet in Portland, Oregon (USA).
- Iz the Wiz (* 30. November 1958; † 17. Juni 2009; eigentlich Michael Martin) war ein US-amerikanischer Graffiti-Künstler.
- Invader (* 1969 in Paris; auch: Space Invader) ist ein französischer Street-Art-Künstler.[103]

## J
- Jay One ist ein französischer Graffiti-Künstler.[104][105]
- Jef Aerosol (* 1957 in Nantes) ist ein französischer Street-Art-Künstler.[106]
- Mark Jenkins (* 1970 in Alexandria, Virginia) ist ein US-amerikanischer Street-Art-Künstler. Er lebt in Washington D.C. (USA).[107]
- Joker (* 1969; eigentlich Jerry Inscoe) ist ein US-amerikanischer Graffiti-Künstler. Er lebt und arbeitet in Portland, Oregon (USA).[108]
- Don John (* 1981) ist ein dänischer Street-Art-Künstler.
- JR (* 1983 in Paris) ist ein französischer Fotograf und Street-Art-Künstler.

## K
- KAWS (* 1974 in Jersey City (USA)) ist ein US-amerikanischer Street-Art-Künstler.[109]
- King Pin (* 10. Mai 1966 in Mannheim; eigentlich Christian Wolf) ist ein deutscher Graffiti-Künstler.[110][111]
- Klark Kent (* 1973 in Frankfurt am Main) ist ein Graffiti-Künstler und Musikproduzent.
- Klaus Klinger (* 1954 in Essen) ist ein in Düsseldorf lebender Künstler, der vor allem durch seine zahlreichen Wandmalereien präsent ist. Klinger leitet seit 1998 das unter der Schirmherrschaft der UNESCO stehende Eine-Welt-Produkt Mural Global, ist im Team der Wandmalgruppe Farbfieber und ist Mitinitiator und künstlerischer Leiter des 40-Grad Urban Art Festivals in Düsseldorf.
- Sigi von Koeding (* 15. September 1968 in Basel; † 6. März 2010 ebenda; Künstlername: Dare) war ein Schweizer Graffiti-Writing-Künstler und Kurator.[59]

## L
- Lady Pink (* 1963 in New York; eigentlich Sandra Fabara) ist eine US-amerikanische Graffiti-Künstlerin.[112][113]
- Lando (* 1974 in Fürstenfeldbruck; eigentlich Melander Holzapfel) ist ein deutscher Graffiti-Writing-Künstler mit Wohnsitz in München.
- Lee Quinones (* 1960 in Puerto Rico) ist ein US-amerikanischer Graffiti-Künstler, bekannt aus dem Film Wild Style.[112][114]
- Lokiss (* 20. Jahrhundert) ist ein französischer Graffiti-Künstler.[115]
- Loomit (* 1968 in Celle; eigentlich Mathias Köhler) ist ein deutscher Graffiti-Writing-Künstler.[116][117][118][119]
- Lush Sux (* 20. Jahrhundert) ist ein australischer Graffiti-Künstler.

## M
- Main Aeg (* 1970 in München; eigentlich Roman Glaesener) ein deutsch-tschechischer Writing-Künstler, der in München lebt und arbeitet. Main erlangte überregionale Bekanntheit wegen seiner Bilder im Buch „Writing in München“.
- MadC (* 20. Jahrhundert; eigentlich Claudia Walde) ist eine deutsche Graffiti-Sprüherin.
- Daniel Man (* 1969 in London; Künstlername: Codeak) ist ein britisch-chinesischer zeitgenössischer Künstler, aus der Graffiti-Szene kommend. Er lebt und arbeitet in der Nähe von Augsburg.[120]
- Manuel Gerullis (* 20. Jahrhundert) ist ein deutscher Graffiti-Künstler und Gründer der Graffiti- und Hip-Hop-Jams: „Wallstreet Meeting“ und des größten Graffiti-Festivals der Welt, dem „Meeting of Styles“[121][122]
- Stefania Marchetto (* 1987; aka SteReal), eine italienische Graffiti- und Streetart-Künstlerin, die in Mailand lebt
- Mason (* 27. Dezember 1971; eigentlich Markus Wiese) ist ein deutscher Graffiti-Künstler und Autor.[123]
- Mate (eigentlich Pius Portmann) ist ein Schweizer Graffiti-Künstler.[124][125][126]
- Miss.Tic (1956–2022; eigentlich Radhia de Ruiter) war eine mit Stencils arbeitende Street-Art-Künstlerin, Grafikerin, Performancekünstlerin, bildende Künstlerin und Lyrikerin.[127]
- Fernando Miteff (1959–2020) war ein Sprayer in New York City er war Gründer und erster Präsident der OTB Crew. Sein Tag war Nic 707.
- Mode 2 (* 1967 in Mauritius) ist ein britisch-französischer Graffiti-Künstler.[128][129]
- MOSES & TAPS™, sind ein deutsches Urban-Art-Kollektiv
- Mr. A (* 1971 in Uppsala; eigentlich André Saraiva), auch unter dem Namen Monsieur André oder Monsieur A bekannt, ist ein französischer Graffiti- und Street-Art-Künstler.
- Mr. Brainwash (* 20. Jahrhundert; eigentlich Thierry Guetta) ist ein französischstämmiger Street-Art-Künstler.
- Mr. Trash (* 1984 in Bad Kreuznach; eigentlich Christian Böhmer) ist ein deutscher Street-Art-Künstler.
- Mr. Woodland (* 1981 in Erding; eigentlich Daniel Westermeier) ist ein deutscher Graffiti-Künstler mit einer Mischung aus zeitgenössischer Malerei, grafischen Fragmenten und Surrealismus.[130][131]

## N
- Neck.CNS (* 1974 in Düsseldorf; eigentlich Oliver Gelbrich) ist ein Grafik-Designer und Graffiti-Writing-Künstler.
- Harald Naegeli (* 4. Dezember 1939 in Zürich) wurde als Sprayer von Zürich Ende der 1970er Jahre weltweit bekannt. Der Künstler lebte und arbeitete lange in Düsseldorf.[132] Seit 2020 lebt er wieder in Zürich.
- NemoS (* 20. Jahrhundert) ist ein italienischer  Graffiti-Künstler
- Neon (* 20. Jahrhundert) ist ein deutscher Graffiti-Writing-Künstler.[133]
- NebQ (* 1983 in Müllheim) ist ein freischaffender Künstler, der 2012 Graffiti zu einem Teil seines künstlerischen Spektrums machte.[134][135]
- Nina (* 1977 in Tupã (Brasilien); eigentlich Nina Pandolfo) ist eine brasilianische  Graffiti-Künstlerin und Ehefrau von Gustavo Pandolfo.[136]
- Werner Nöfer (* 1937 in Essen) ist ein deutscher Künstler, er realisierte ab 1968 Wallpaintings in Hamburg und Bremen, sowie Kunst im öffentlichen Raum in Berlin, Bochum, Augsburg, Hamburg …
- Nunca (* 1983 in São Paulo; eigentlich Francisco Rodrigues da Silva) ist ein brasilianischer Graffitikünstler und eine Größe in der internationalen Street-Art-Szene, der in seiner Kunst einheimische brasilianische Motive verwendet. Er kreiert Bilder, die das moderne urbane Brasilien mit seiner ursprünglichen Vergangenheit konfrontieren. Sein Künstlername „Nunca“ bedeutet auf Portugiesisch „Niemals“.

## O
- Obey (* 15. Februar 1970 in Charleston, South Carolina; eigentlich Frank Shepard Fairey) ist ein zeitgenössischer Street-Art-Künstler, Grafiker und Illustrator aus der Skateboard-Szene.
- Odem (* 1973 in Kroatien; eigentlich Petar Kundid; † 2016 in Berlin) Lebte seit 1974 in Berlin, war ein Graffiti-Writer.[137][138][139]
- OKUDA, bürgerlich Oscar San Miguel (* 19. November 1980 in Santander, Spanien) ist ein spanischer Streetart-Künstler. Er ist vor allem für seine großformatigen Arbeiten mit farbigen geometrischen Formen bekannt. 2016 stand er in der TOP-100-Liste der weltweit bekanntesten Streetart-Künstler des Online-Magazins Widewalls auf Platz 42.
- Oldhouse, bürgerlich Alessandro Althaus (* 1985 in Uedesheim) arbeitet seit 1999 als „Streetart-Künstler“ ohne Schablone, aber mit Spraydose und ist spezialisiert auf Charakterdesign (figürliches Malen).
- Os Gêmeos (* 1974 in São Paulo (Brasilien); zu deutsch: Die Zwillinge; eigentlich Gustavo und Otavio Pandolfo) sind brasilianische Graffiti-Künstler und Zwillinge.[140][141][142][143][144]
- Oz (* 1950 in Heidelberg, † 25. September 2014 in Hamburg) ist das Pseudonym des Hamburger Graffiti-Sprayers Walter Josef Fischer.[145]

## P
- Klaus Paier (* 8. September 1945 in Essen; † 9. Juli 2009 in Köln; auch bekannt als Aachener Wandmaler) war ein deutscher Graffiti-Künstler.[146]
- Phase 2 ist ein US-amerikanischer Graffiti-Writer.[147][148]
- P-Jay (* ca. 1962; auch bekannt als Sir 161) ist ein US-amerikanischer Graffiti-Writer und Begründer des sog. Bubble-Styles.[149][150]
- Poem (* 1964 in New York) ist ein US-amerikanischer Graffiti-Writer.[151][152]
- PyserOne (* 1986 in Berlin, eigentlich Benjamin Calliari-Herzberg) ist ein Graffiti und Urban Art Künstler der aktuell in München lebt. Er ist Mitglied im Künstlerkollektiv „Der Blaue Vogel“.[153][154]

## Q
- Quik (* 1958 in New York; eigentlich Lin Felton) ist ein US-amerikanischer Graffiti-Writing-Künstler.[155][156]
- QueenKong (* 1981/1977 in Luzern; eigentlich Marco Schmid, Veronika Bürgi) ist ein Streetart-Künstlerduo aus Luzern, Schweiz.

## R
- Rammellzee (* 1960 in New York City; † 27. Juni 2010 ebenda) war ein US-amerikanischer Graffiti-Künstler und Hip-Hop-Musiker.[157][158]
- Mirko Reisser (* 1971 in Lüneburg; auch bekannt als DAIM) ist ein deutscher Graffiti-Writing-Künstler.[64][159]
- Reso (* 1975 in Saarbrücken; eigentlich Patrick Jungfleisch) ist ein deutscher Graffiti-Writing-Künstler und Galerist.
- RKTone (* 1973; eigentlich Heiko Zahlmann, auch bekannt als Daddy Cool) ist ein deutscher Graffiti-Künstler.
- ROA (* 1975 in Gent) ist ein belgischer Graffiti-Künstler.
- Ron Miller ist ein deutsches Streetart-Künstlertrio.
- Rusl (*1982 in Heilbronn; eigentlich Emin Hasirci) ist ein deutsch-türkischer Graffiti-Writing-Künstler und Illustrator.
- Raws (* 1990, Königswusterhausen, eigentlich Kai Imhof) ist ein deutscher Graffiti- und Urbanartkünstler.
- Revok (auch bekannt als Jason Williams) ist ein US-amerikanischer Graffitikünstler.[160]

## S
- SIUZ (* 1983; eigentlich Sarah Kupfner) ist eine österreichische Graffiti-Künstlerin.
- Sascha Düffels (* 26. August 1976 in Kevelaer) ist ein deutscher Graffitikünstler. Er benutzte auch das Pseudonym SATZ.
- André Saraiva (* 1971 in Uppsala), auch unter dem Namen Monsieur André, Mr. A oder Monsieur A bekannt, ist ein französischer Graffiti- und Street-Art-Künstler.
- kaySchwarz157 (* 1976 in Leipzig) ist ein deutscher Künstler,  der unter verschiedenen Pseudonymen auftritt und seine Wurzeln in der Graffiti-Szene hat.
- Seak (* 1974 in Köln; eigentlich Claus Winkler) ist ein Graffiti-Writing-Künstler.[161][162][163][164]
- Sebastian Roese (* 1980) ist ein deutscher Künstler und Designer, der 1992 als Graffitikünstler unter dem Pseudonym „Rise“ angefangen hat zu malen.
- Seen (* 1961 in der Bronx, New York, NY, USA; eigentlich Richard „Richie“ Mirando) ist ein Graffiti-Writing-Künstler.[165]
- seiLeise (* 1984; eigentlich  Tim Ossege) ist ein  Grafik- und Reverse-Graffiti Künstler.
- Shark, TUF (Geburtstag und echter Name unbekannt) ist ein Dortmunder Graffiti-Writer, der seit den 1980er Jahren aktiv ist.
- Shek (* 1969 in Berlin; eigentlich Bernhard Striedacher) ist ein Comic-[166] und Graffiti-Künstler.[167]
- Sinero (* 1973) ist ein deutsch-spanischer Graffiti und Street-Art-Künstler.[168]
- Isa Silva (* 1966) ist eine portugiesische Illustratorin, Malerin, Designerin, Fotografin, Autorin, Kunsthandwerkerin, Urban Sketcherin, welche 2014 in der Welt der Street-Art debütierte. Sie lebt und arbeitet in Lissabon.
- Skena (* 7. Oktober 1970; eigentlich Michael Timm) ist ein deutscher Graffiti-Writer.[169][170]
- Spot (* 1980; eigentlich Philipp Alexander Schäfer) ist ein Künstler aus Frankfurt am Main, der teilweise mit der RMC-Crew kooperiert. Spot ist vor allem bekannt für seine sogenannten „Cityghosts“.
- Stay High 149 (1950–2012, eigentlich Wayne Roberts). US-amerikanischer Graffiti Künstlergraffiti artist[171][172]
- Stefan Strumbel (* 17. Mai 1979 in Offenburg) ist ein deutscher Künstler, aus der Graffiti-Szene kommend.
- Stohead (* 1973 in Schwäbisch Hall; eigentlich Christoph Hässler) ist ein deutscher Graffiti-Künstler.[173][174][175][176]
- Sucio (* 1995 in Argentinien) ist ein argentinischer Graffiti-Künstler, wohnhaft in der Schweiz.
- Super Kool (* 20. Jahrhundert) ist ein US-amerikanischer Graffiti-Writer.[177]
- Swet (* 20. Jahrhundert) ist ein dänischer Graffiti-Writer.[178]
- Swoon (* 1977 in New York) ist eine US-amerikanische Street-Art-Künstlerin.[179]

## T
- TAKI 183 (* 1953 oder 1954) gilt als ein Pionier des urbanen Graffiti-Writing.[180]
- Tasek (* 1973 in Braunschweig; eigentlich Gerrit Peters) ist ein deutscher Graffiti-Künstler.[181][182][183][184]
- Tasso, (* 23. Juli 1966 in Meerane; eigentlich Jens Müller) ist ein deutscher Graffiti-Künstler.[185]
- Tick/Tik (* 1979) Berliner Graffitikünstler (Trainwriting, Mural Art, 3D Beton Bombing, Installationen uvm)[186]
- TONA (* 1983) deutscher Street-Art-Künstler aus Hamburg, er arbeitet hauptsächlich mit Schablonen (Stencil).
- Toast (* 1974; eigentlich Ata Bozacı) ist ein Schweizer Graffiti-Künstler und Grafiker.[187][188][189][190]
- Aleksandra Toborowicz  polnische Grafikdesignin, Street Artist

## V
- van Ray (* 1984 in Düsseldorf) ist ein deutscher Street-Art-Künstler.[191]
- Various & Gould (* 1982 in Palo Alto,* 1978 in Düsseldorf) ist ein deutsches Street-Art-Künstlerduo[192]
- Vermibus (* 1987 in Palma de Mallorca) ist ein spanischer Street-Art-Künstler
- Vhils (* 1987 in Lissabon) ist ein portugiesischer Street-Art-Künstler
- Vitché (* 1969 in Brasilien) ist ein brasilianischer Graffiti-Künstler.[13][193]
- Vanessa Hitzfeld (* 1986 in Kevelaer) ist eine deutsche 3D-Street-Art Künstlerin (Hält mit 3 weiteren Künstlern den 3D-Street-Art Weltrekord 2012 in Wilhelmshaven)

## W
- Won ABC (eigentlich Markus Müller) (* 1967 in Weiden in der Oberpfalz) ist ein deutscher Graffiti-Künstler.[194][195]
- Why DNS , UMS , RMA (*1977 in Berlin) ist ein deutscher Graffiti-Künstler

## Z
- Guido Zimmermann (* 1978 in Frankfurt am Main), Pseudonym: GZ, seit 1993 als Künstler tätig.
- Heiko Zahlmann (* 1973 in Hamburg; auch: Daddy Cool sowie RKTone) ist ein deutscher Graffiti-Künstler.[196]
- Zebster (* 20. Jahrhundert) ist ein deutscher Graffiti-Writing-Künstler.[197]
- Zedz (* 1971 in Leiden (Niederlande)) ist ein niederländischer Graffiti-Künstler.[198]
- Zephyr (* 1961 in New York; eigentlich Andy Whitten) ist ein US-amerikanischer Graffiti-Writer.[199][200]
- Zevs (* 20. Jahrhundert) ist ein französischer Street-Art-Künstler.[201]
- Zezão (* 1971 in São Paulo) ist ein brasilianischer Graffiti-Künstler.[202]